# Edward Francis Small
Edward Francis Small (* 29. Januar 1891 in Bathurst (heute Banjul); † 1. Januar 1958) war ein Gewerkschafter und Politiker in der britischen Kolonie Gambia. Er war der Gründer der ersten Gewerkschaft der Kolonie und der erste Gambier, der direkt in den gambischen Exekutivrat gewählt wurde. Er wird weithin als „Vater der gambischen Politik“ angesehen.

## Leben
Small gehörte der Bevölkerungsgruppe der Aku an. Er war ein uneheliches Kind des Schneiders John W. Small und Anne Eliza Thomas.
Seine Halbschwester Hannah Mahoney (geb. Small; 1884–1974) heiratete den Politiker Sir John Andrew Mahoney (1883–1966) und hatte mit ihm fünf Kinder, die ebenfalls bedeutende Personen in Gambia waren.
Small schloss seine Schulzeit an der Methodist Boys High School in Freetown in Sierra Leone ab und arbeitete zunächst ab 1910 in der Schule in Freetown, bevor er im Jahr 1915 nach Bathurst zurückkehrte, wo er als Lehrer tätig war.
Er schloss sich der methodistischen Mission an und wurde nach Ballanghar gesandt. Etwa 18 Monate später, nach einem Streit mit einem lokalen Händler über das Glockenläuten, wurde er von P. S. Toys, dem Vorsitzenden der Gambia Wesleyan Methodist Church, nach Sukuta versetzt. Er gründete die Gambia Native Defense Union (GDNU), welche die eklatanten Mängel in der Verwaltung kritisierte. Er nahm an einer Konferenz in Accra in der Goldküste 1920 bei einer Rede über das Recht der Selbstbestimmung der Westafrikaner teil. Das Ergebnis der Konferenz war die Bildung des National Congress of British West Africa, mit einer kleinen Errichtung eines gambischen Zweiges nach seiner Rückkehr.
In den 1920er Jahren gründete er die Zeitung Gambia Outlook und den Senegambian Reporter. Im Jahr 1929 gründete er die erste Gewerkschaft. Im gleichen Jahr organisierte er den ersten Streik des Landes. Er dominierte in der lokalen Stadt und gewann bei der Wahl im Jahr 1936 alle sechs Sitze.
Zwischen dem 31. Dezember 1941 und 1947 vertrat Small die Gemeinde im Exekutiven Rat in Bathurst. Im Jahr 1947 fand die einzige Wahl der Geschichte des Landes für einen einzigen Sitz im Gemeinderat statt (Parlamentswahlen in Britisch-Gambia 1947). Small hatte seine Gewerkschaft im Rücken, war siegreich und schlug IM Garba Jahumpa (später Gründer der Gambia Muslim Congress) und Sheikh Omar Fye und wurde am 11. Dezember 1947 zum Exekutivrat des Landes ernannt. Von 18. Januar bis 12. Juni wurde er im Rat wiedergewählt.
Er verblieb bis zu seinem Tod in der Politik. Ein Denkmal für ihn wurde an einem Kreisverkehr im Zentrum Bathursts errichtet. Am 21. März 2013 wurde mitgeteilt, dass das Krankenhaus Royal Victoria Teaching Hospital in Edward Francis Small Teaching Hospital (EFSTH) umbenannt wurde.